# 基因作图

托马斯·亨特·摩尔根的黑腹果蝇遗传图谱。这是首个成功的基因作图作品，为染色体遗传学说提供了有力证据。该图谱展示了果蝇第二条染色体上的等位基因之间的相对距离。基因之间的距离（单位：厘摩）数值为发生在不同等位基因之间的染色體互換事件的百分比。

基因作圖（英語：gene mapping，或稱為基因定位）是一種遗传学作圖方法，用來識別染色體中特定的DNA片段的位點以及多個基因之間的距離，也可以用來描繪一個基因以內的不同位點之間的距離關係。基因作圖的成果稱為基因圖譜，是基因組研究的成果之一。
全基因組图谱的本质是将一组分子标记放在基因组上各自的位置上。分子标记有各种不同形式。基因可以被视为构建基因组图谱的一种特殊类型的遗传标记，其绘制方法与其他遗传标记相同。

## 遺傳圖譜和物理圖譜
基因組圖譜領域有兩種不同類型的「圖譜」：遺傳圖譜（連鎖圖譜）和物理圖譜。雖然兩者都是對遗传标记和基因位點的彙總，但遺傳圖譜的距離是基於遗传连锁的訊息（相對距離）繪製的，而物理圖譜使用實際的物理距離，通常以碱基对數量來計量。雖然物理圖譜或許能更「準確」地標示基因組，但遺傳圖譜往往可以洞察染色體不同區域的性質，例如，遺傳距離與物理距離的比率在不同的基因組區域差異很大，反映了不同的重組率，而這種重組率通常對應基因組的真染色質（通常是基因豐富的）或異染色質（通常是基因貧乏的）區域。

## 外部連結
- 不列顛哥倫比亞基因組科學中心 （页面存档备份，存于）